# لوقا فوكس
لوقا فوكس (بالإنجليزية: Luke Foxe)‏ لوقا فوكس ( 15 يوليو 1635 - 20 أكتوبر 1586).
المستكشف الإنجليزي، ولد في كينغستون فوق بدن السفينة، يوركشاير، الذي بحثت عن الممر الشمالي الغربي في جميع أنحاء أمريكا الشمالية. في 1631، أبحر كثيرا من منطقة خليج هدسون الغربي، تم تسمية حوض فوكس ، وقناة فوكس وشبه الجزيرة فوكس بعده وتكريماً له.

## روابط خارجية
- لوقا فوكس على موقع الموسوعة البريطانية (الإنجليزية)